# Lancer (Coventry)
Lancer is een historisch Brits merk van motorfietsen.
De bedrijfsnaam was Lancer Cycle & Motor Co., Coventry.
Van het merk werden sinds 1904 motorfietsen met 2-, 2¾- en 3½ pk-inbouwmotoren van Minerva en MMC gebouwd. Lancer sloot in 1905 de poort.
De inbouwmotoren van Minerva en MMC waren in deze pioniertijd van de motorfiets bijzonder populair in het Verenigd Koninkrijk. Het Belgische Minerva vond in David Citroen een hard werkende agent in Londen, terwijl MMC, dat later zou uitgroeien tot het grote merk AJS, zich nog voornamelijk richtte op de productie van hulp- en inbouwmotoren. De beschikbaarheid van deze inbouwmotoren zorgde weer voor een groot aantal kleine bedrijfjes die zich dankzij deze motoren "motorfietsfabrikant" konden noemen, maar ook voor een hevige concurrentie, waardoor de meeste het - net als de rijwielfabriek "Lancer" - maar enkele jaren volhielden.